# Giacomo Bulgarelli
Giacomo Bulgarelli (Portonovo di Medicina, 24 de outubro de 1940 –– Bologna, 12 de fevereiro de 2009) foi um futebolista italiano.

## Carreira
Nascido na pequena Portonovo di Medicina, Bulgarelli dedicou toda sua carreira profissional ao Bologna, sendo considerado uma lenda no clube. Presente durante dezesseis temporadas nos últimos anos de sucesso do clube, Bulgarelli também esteve presente na última conquista da Serie A italiana, quando disputava sua quinta temporada no clube, que posteriormente dedicaria ao presidente do clube na época, Renato Dall'Ara, que morreu três dias antes da conquista após vitória sobre a Internazionale (2 a 0). Tendo recusado diversas propostas para permanecer em Bologna, onde era considerado o grande líder da equipe, se aposentou aos 34 anos, após sucessivas lesões.

## Seleção
Suas atuações lhe renderam convocações para a Seleção Italiana. Seu primeiro torneio oficial foi os Jogos Olímpicos 1960, onde terminou numa quarta colocação. Bulgarelli estaria presente na competição seguinte disputada pela Itália: a Copa do Mundo de 1962, onde terminaria sua participação ainda na primeira fase, tendo Bulgarelli marcado duas vezes na única vitória italiana no Mundial, sobre a Suíça (fora também sua única partida na competição, após não participar das duas primeiras partidas). No Mundial seguinte, foi eliminado novamente na primeira fase, após uma vergonhosa derrota para a Coreia do Norte, sendo que Bulgarelli era o capitão da equipe italiana na partida. Ainda estaria presente na conquista da Eurocopa 1968, mas não tendo disputado nenhuma partida (sua última partida tinha acontecido no ano anterior, mais ainda assim foi levado para o torneio).
Após se aposentar, Bulgarelli ficou afastado do futebol durante dez temporadas, quando assumiu como diretor esportivo do Palermo, mas permanecendo apenas uma temporada. Durante a década seguinte, trabalhou como comentarista de diversas televisões, incluindo a própria FIFA. Quando Bulgarelli morreu, em 12 de fevereiro de 2009, foi decretado um dia de luto na cidade de Bologna, sendo a primeira vez na história para um atleta.

## Títulos
Bologna
- Copa Mitropa: 1961
- Campeonato Italiano: 1964
- Copa da Itália: 1970, 1974
- Torneio Anglo-Italiano: 1970

Itália
- Eurocopa: 1968